# Solveig Egman-Andersson
Solveig Egman-Andersson, née le 6 janvier 1942 à Arvika, est une gymnaste artistique suédoise. 

## Palmarès

### Championnats d'Europe
- Paris 1963
  -  médaille d'or au saut de cheval
  -  médaille d'argent au concours général individuel
  -  médaille d'argent au sol
  -  médaille de bronze aux barres asymétriques